# Amtsgericht Wilhelmshaven

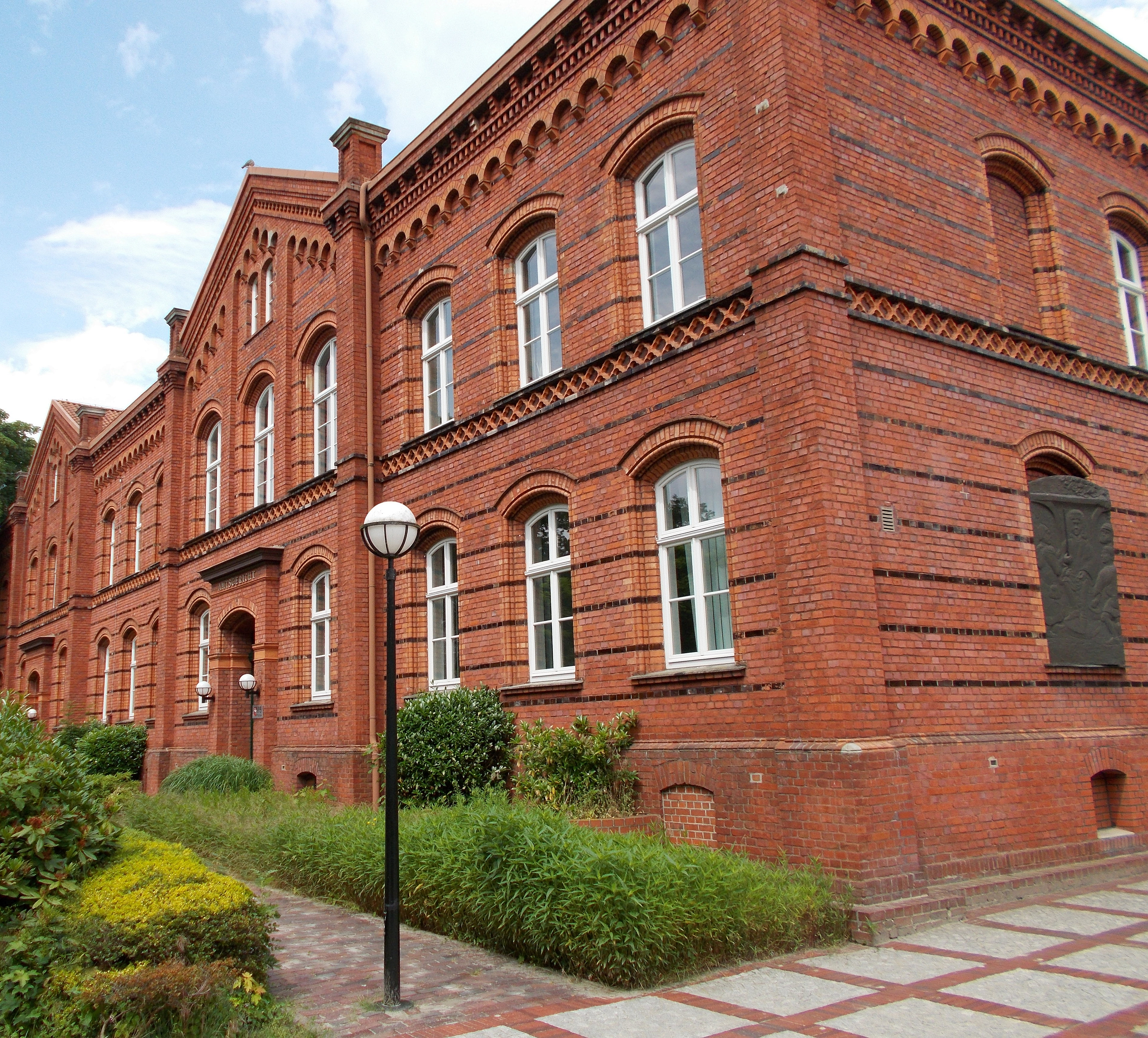
Amtsgericht Wilhelmshaven (2015)

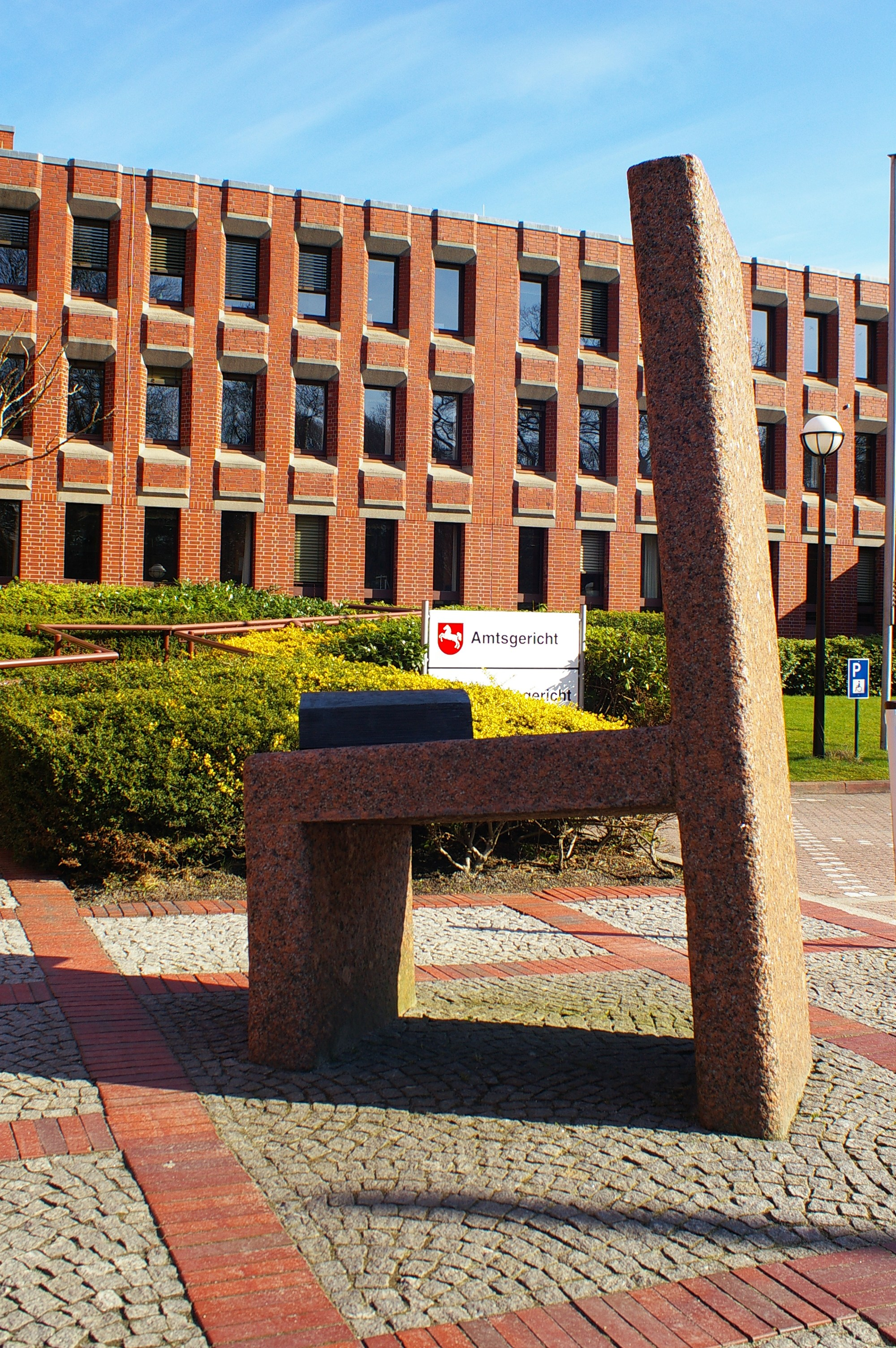
Skulptur vor dem Amtsgericht Wilhelmshaven (2010)

Das Amtsgericht Wilhelmshaven ist ein Gericht der ordentlichen Gerichtsbarkeit und eines von elf Amtsgerichten im Bezirk des Landgerichts Oldenburg. Sitz des Gerichts sowie Gerichtsbezirk ist die kreisfreie Stadt Wilhelmshaven in Niedersachsen. Dem Amtsgericht Wilhelmshaven übergeordnet ist das Landgericht Oldenburg, zuständiges Oberlandesgericht ist das Oberlandesgericht Oldenburg.

## Geschichte
Mit dem „Jade-Vertrag“ vom 20. Juli 1853 kaufte Preußen, das seit dem Verlust Ostfrieslands beim Wiener Kongress keinen Nordseehafen mehr besaß, vom Großherzogtum Oldenburg ein 313 Hektar großes Gebiet am Jadebusen zur Errichtung eines Stützpunktes für die preußische Marine. Mit dem Wachstum der dort entstandene Stadt Wilhelmshaven entstand der Bedarf nach einem eigenen Gericht. Mit der Verordnung, die Gerichtsverfassung des Jade-Gebietes betreffend vom 23. März 1873 wurde daher das Amtsgericht Wilhelmshaven gebildet. Es war dem Obergericht Aurich nachgeordnet. Mit dem Inkrafttreten des deutschen Gerichtsverfassungsgesetzes am 1. Oktober 1879 wurden reichsweit einheitlich Amts-, Land- und Oberlandesgerichte geschaffen. Das Amtsgericht Wilhelmshaven blieb bestehe und war nun dem Landgericht Aurich nachgeordnet. Sein Gerichtsbezirk umfasste nun aus dem Landkreis Aurich aus dam Amt Wittmund den Stadtbezirk Wilhelmshaven und die Gemeindebezirke Neustadt-Gödens und Gödens. Am Gericht bestanden 1880 zwei Richterstellen. Das Amtsgericht war damit ein mittelgroßes Amtsgericht im Landgerichtsbezirk. Mit dem Groß-Hamburg-Gesetz kam Wilhelmshaven zu Oldenburg. Das Amtsgericht Rüstringen wurde durch § 13 dieses Gesetzes aufgehoben und dem Amtsgericht Wilhelmshaven zugeschlagen. Das Amtsgericht Wilhelmshaven kam zum Landgericht Oldenburg.